# جيم يونغ كيم
جيم يونغ كيم (بالإنجليزية: Jim Yong Kim)‏ الرئيس الثاني عشر لمجموعة البنك الدولي. تولى الرئاسة مطلع يوليو عام 2012 بترشيح من باراك اوباما بعد منافسة قوية من وزيرة المالية النيجيرية نغوزي اوونجو-ايويلا.
جيم أمريكي من اصل كوري، ولد في سيؤول عام 1959، انتقل في الخامسة من عمره مع والداه إلى أمريكا.
حصل على شهادة الطب والأنثروبولوجيا من جامعة هارفرد. أصبح عام 2009 رئيس جامعة دارتماوث في نيوهامشير

## الطب
جيم حاصل على شهادة في الطب وعلم الأنثروبولوجيا من جامعة هارفارد الأميركية. وقادته حياته المهنية التي كرسها للأبحاث في مرض السل والإيدز إلى المجال الإنساني، فكان أحد مؤسسي جمعية «بارتنرز إن هيلث»، أي «شركاء في الصحة» والتي تقدم العلاج ووسائل الوقاية للفئات المحرومة في الدول الفقيرة. وسبق أن تولى إدارة فيروس إتش آي في/الإيدز في منظمة الصحة العالمية. وشغل جيم يونغ كيم منصب رئيس كلية دارتموث الأميركية. وسبق أن اُختير ضمن قائمة «أفضل 25 قياديا أميركيا» في عام 2005.

## البنك الدولي
جاء انتخاب جيم يونغ كيم رئيسا للبنك الدولي 16/4/2012 ليشكل خروجاً على نهج دأبت عليه أكبر مؤسسة مالية عالمية باختيارها شخصية سياسية أو قانونية أو اقتصادية لتولي دفة قيادتها. حظي جيم بدعم حلفاء واشنطن في غربي أوروبا واليابان وكندا وبعض الاقتصادات الصاعدة، ومن بينها روسيا والمكسيك وكوريا الجنوبية. ويعتبر كيم الرئيس الثاني عشر لهذه المؤسسة التي أُنشئت عام 1944 حيث ستمتد ولايته لخمس سنوات تبدأ في الأول من يوليو/تموز عقب انتهاء ولاية روبرت زوليك في شهر يونيو/حزيران.

## روابط خارجية
- جيم يونغ كيم على موقع IMDb (الإنجليزية)
- جيم يونغ كيم على موقع الموسوعة البريطانية (الإنجليزية)
- جيم يونغ كيم على موقع مونزينجر (الألمانية)
- جيم يونغ كيم على موقع إن إن دي بي (الإنجليزية)